# Гай Веттій Руф
Гай Веттій Руф (лат. Gaius Vettius Rufus) — політичний діяч Римської республіки, консул-суффект 36 року.
Про походження свідчень немає. Ймовірно мав відношення до роду Веттіїв, який надалі став патриціанським. Відомо, що у 36 році він замінив на посаді консула Секста Папінія Алленія, де перебував спочатку разом з консулом Квінтом Плавцієм, а згодом з консулом-суффектом Марком Порцієм Катоном, який замінив на посаді Квінта Плавція. Про подробиці каденції, як і про подальшу долю нічого невідомо. 